# Brachionidium yanachagaensis
Brachionidium yanachagaensis är en orkidéart som beskrevs av Becerra. Brachionidium yanachagaensis ingår i släktet Brachionidium och familjen orkidéer. Inga underarter finns listade i Catalogue of Life.